# Etanol celulozowy

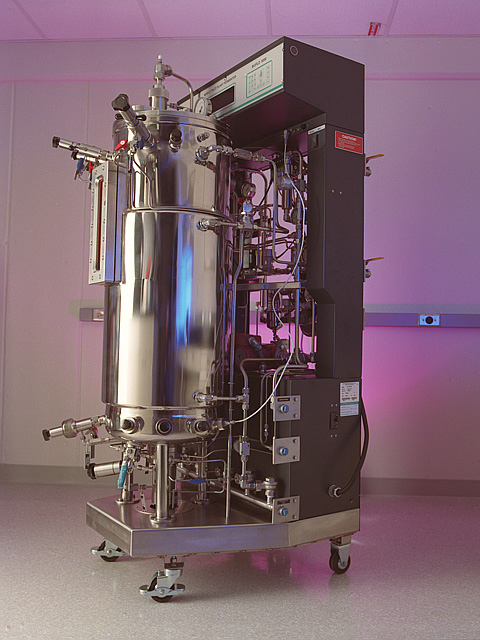
bioreaktor używany w badaniach nad etanolem celulozowym

Etanol celulozowy – biopaliwo produkowane z drewna, słomy oraz innych niejadalnych części roślin.

## Surowce
Surowcami używanymi do produkcji etanolu celulozowego mogą być:
- celuloza
- hemicelulozy
- lignina
- miskant
- ścier

## Metody otrzymywania
- hydrolityczna polegająca na (enzymatycznym lub chemicznym) rozkładzie cząsteczek celulozy na cukry proste (np. glukoza), po czym poddaje się je procesowi fermentacji
- poprzez zgazowanie w wyniku czego powstają tlenek węgla i wodór analogicznie jak w przypadku syntezy Fishera-Tropscha.

Końcowym etapem produkcji etanolu celulozowego w przypadku obu metod jest destylacja.